# UCI Oceania Tour 2019
L'UCI Oceania Tour 2019 és la quinzena edició de l'UCI Oceania Tour, un dels cinc circuits continentals de ciclisme de la Unió Ciclista Internacional. Està format per una cinquena de proves, organitzades entre el gener i març de 2019 a Oceania.

## Calendari de les proves

### Gener
| Data  | Cursa                     | País         | Cat. | Vencedor         | Equip         |
| ----- | ------------------------- | ------------ | ---- | ---------------- | ------------- |
| 19    | Gravel and Tar            | Nova Zelanda | 1.2  | Luke Mudgway     | EvoPro Racing |
| 23-27 | New Zealand Cycle Classic | Nova Zelanda | 2.2  | Aaron Gate       | EvoPro Racing |
| 30-3  | Herald Sun Tour           | Austràlia    | 2.1  | Dylan van Baarle | Sky           |

### Març
| Data | Cursa                                        | Cat. | Vencedor       | Equip                                       |
| ---- | -------------------------------------------- | ---- | -------------- | ------------------------------------------- |
| 15   | Campionat d'Oceania de contrarellotge sub-23 | CC   | Liam Magennis  | Drapac Cannondale Holistic Development Team |
| 15   | Campionat d'Oceania de contrarellotge        | CC   | Ben Dyball     | Team Sapura Cycling                         |
| 17   | Campionat d'Oceania en ruta sub-23           | CC   | Tyler Lindorff | Team BridgeLane                             |
| 17   | Campionat d'Oceania en ruta                  | CC   | Ben Dyball     | Team Sapura Cycling                         |

## Classificacions
- Font:[1][2]

| # | Ciclista         | Equip              | Pts.     |
| - | ---------------- | ------------------ | -------- |
| 1 | Caleb Ewan       | Lotto-Soudal       | 1.845    |
| 2 | Michael Matthews | Team Sunweb        | 1.330,88 |
| 3 | Jack Haig        | Mitchelton-Scott   | 1.177    |
| 4 | Rohan Dennis     | Bahrain-Merida     | 1.150,86 |
| 5 | Simon Clarke     | EF Education First | 968      |
| 6 | Richie Porte     | Trek-Segafredo     | 885      |
| 7 | Benjamin Dyball  | Sapura             | 879,71   |
| 8 | Chris Harper     | BridgeLane         | 584      |
| 9 | George Bennett   | Team Jumbo-Visma   | 569      |

| # | Equip                      | Pts.  |
| - | -------------------------- | ----- |
| 1 | BridgeLane                 | 1.335 |
| 2 | St George Continental      | 763   |
| 3 | Pro Racing Sunshine Coast  | 372   |
| 4 | Oliver's Real Food Racing  | 260   |
| 5 | Drapac-Cannondale Holistic | 162   |
| 6 | Futuro-Maxxis              | 5     |

| # | País         | Pts.     |
| - | ------------ | -------- |
| 1 | Austràlia    | 8.820,45 |
| 2 | Nova Zelanda | 2.224,37 |

| # | País         | Pts.   |
| - | ------------ | ------ |
| 1 | Austràlia    | 716,41 |
| 2 | Nova Zelanda | 509    |